# Štefan Banič
Štefan Banič ([ˈʃcefan ˈbaɲitʃ]; n. 23 noiembrie 1870, Smolenice, Trnavský kraj, Slovacia – d. 2 ianuarie 1941, Smolenice, Trnavský kraj, Slovacia) a fost un inventator slovac, cunoscut pentru patentarea proiectului uneia dintre primele parașute din istorie.
Născut în Neštich (în maghiară Jánostelek), Austro-Ungaria (acum parte a Smolenice, Slovacia), Banič a emigrat în Statele Unite ale Americii și a lucrat ca miner în Greenville, Pennsylvania⁠(d). După ce este martorul unui accident de avion în 1912, Banič proiectează în 1913 prototipul unei parașute, pentru care îi este acordat brevetul nr. 1.108.484.
Prototipul era cu totul diferit de alte parașute (amintea de o umbrelă), însă unele surse certifică testarea cu succes a parașutei la Washington DC de pe o clădire cu 15 etaje, cât și dintr-un avion în 1914. Banič a donat patentul Armatei SUA, dar nu există nicio dovadă că aceasta l-ar fi folosit vreodată.
După Primul Război Mondial, Banič a revenit la Cehoslovacia, unde a contribuit la explorarea peșterii carstice⁠(d) Driny⁠(d) de la poalele Carpaților Mici, aproape de orașul său natal, Smolenice.

## Moștenire
În 1997 parașutistul american Slavo Mulik, și el de origine slovacă, a înființat Fundația de parașutism Štefan Banič, care oferă medalii de bronz, de argint și de aur ca premii pentru persoanele implicate în evenimente legate de parașutism, în memoria lui Banič.
În 2006 parașutiștii militari slovaci au instalat o placă memorială la locul nașterii lui Banič din Smolenice.
Aeroportul Trnava - Boleráz, amplasat în apropiere de Smolenice, poartă numele lui Baníč.